# بطولة فلسطين الدولية 2012
كانت بطولة فلسطين الدولية 2012 مسابقة كرة قدم دولية استضافتها فلسطين. وتم توجيه الدعوة لمنتخبات من آسيا وأفريقيا منها من قبل الدعوة، وأرسل بعضها منتخبات الشباب استعداداً لاستحقاقات قادمة.
كان من المقرر أن يشارك المنتخب الأوزبكي ضمن المجموعة ب (الثانية) لكنه انسحب قبل خوضه المباراة الأولى ما أسفر عن نقل سريلانكا من المجموعة أ إلى ج وتحويل موريتانيا من المجموعة ج إلى ب.

## الدول المشاركة
| أفريقيا - موريتانيا - تونس تحت 20 | آسيا - كردستان العراق - إندونيسيا - الأردن تحت 22 - باكستان تحت 22 - فلسطين - سريلانكا - أوزبكستان (انسحب) - فيتنام تحت 19 |

## القرعة
أجريت مراسم القرعة وأعلن عن جدول المباريات يوم 6 مايو 2012.

## الملاعب
| نابلس            | الرام                    | البيرة         | الخليل           | الخليل       |
| ---------------- | ------------------------ | -------------- | ---------------- | ------------ |
| ملعب بلدية نابلس | ملعب فيصل الحسيني الدولي | ملعب ماجد أسعد | ملعب دورا الدولي | ملعب الحسين  |
| السعة: 30,000    | السعة: 12,500            | السعة: 15,000  | السعة: 20,000    | السعة: 6,000 |
|                  |                          |                |                  |              |

## مرحلة المجموعات
جميع الأوقات حسب التوقيت المحلي (ت ع م+2).

### المجموعة أ
| فريق           | لعب | ف | ت | خ | له | عليه | ف.أ | نقاط |
| -------------- | --- | - | - | - | -- | ---- | --- | ---- |
| فلسطين         | 2   | 1 | 1 | 0 | 4  | 2    | +2  | 4    |
| باكستان تحت 22 | 2   | 0 | 2 | 0 | 2  | 2    | 0   | 2    |
| فيتنام تحت 19  | 2   | 0 | 1 | 1 | 0  | 2    | −2  | 1    |

| فلسطين                             | 2–0   | فيتنام تحت 19 |
| ---------------------------------- | ----- | ------------- |
| خلدون الحلمان 25' · فهد العتال 74' | تقرير |               |

| باكستان تحت 22 | 0–0   | فيتنام تحت 19 |
| -------------- | ----- | ------------- |
|                | تقرير |               |

| فلسطين                 | 2–2 | باكستان تحت 22                 |
| ---------------------- | --- | ------------------------------ |
| خلدون الحلمان 23'، 56' |     | محمد عادل 54' · فيصل إقبال 84' |

### المجموعة ب
| فريق           | لعب | ف | ت | خ | له | عليه | ف.أ | نقاط |
| -------------- | --- | - | - | - | -- | ---- | --- | ---- |
| كردستان العراق | 2   | 1 | 1 | 0 | 4  | 2    | +2  | 4    |
| إندونيسيا      | 2   | 1 | 1 | 0 | 3  | 1    | +2  | 4    |
| موريتانيا      | 2   | 0 | 0 | 2 | 1  | 5    | −4  | 0    |

| كردستان العراق                             | 3–1 | موريتانيا            |
| ------------------------------------------ | --- | -------------------- |
| كارزان عبد الله 2'، 40' · بارزان شيراز 55' |     | دومينيك دا سيلفا 75' |

| موريتانيا | 0–2   | إندونيسيا                              |
| --------- | ----- | -------------------------------------- |
|           | تقرير | هندرا باياو 19' · يعقوب فال 24' (ه.ذ.) |

| إندونيسيا | 1–1 | كردستان العراق |
| --------- | --- | -------------- |
|           |     |                |

### المجموعة ج
| فريق          | لعب | ف | ت | خ | له | عليه | ف.أ | نقاط |
| ------------- | --- | - | - | - | -- | ---- | --- | ---- |
| تونس تحت 20   | 2   | 2 | 0 | 0 | 3  | 0    | +3  | 6    |
| الأردن تحت 22 | 2   | 1 | 0 | 1 | 2  | 2    | 0   | 3    |
| سريلانكا      | 2   | 0 | 0 | 2 | 0  | 3    | −3  | 0    |

| تونس تحت 20           | 2–0   | الأردن تحت 22 |
| --------------------- | ----- | ------------- |
| علاء بن سعيد 40'، 89' | تقرير |               |

| الأردن تحت 22                                | 2–0   | سريلانكا |
| -------------------------------------------- | ----- | -------- |
| منذر أبو عمارة 40' · مصعب اللحام 47' (ركلة.) | تقرير |          |

| تونس تحت 20 | 1–0 | سريلانكا |
| ----------- | --- | -------- |
|             |     |          |

### ترتيب فرق المركز الثاني
| فريق           | لعب | ف | ت | خ | له | عليه | ف.أ | نقاط |
| -------------- | --- | - | - | - | -- | ---- | --- | ---- |
| إندونيسيا      | 2   | 1 | 1 | 0 | 3  | 1    | +2  | 4    |
| الأردن تحت 22  | 2   | 1 | 0 | 1 | 2  | 2    | 0   | 3    |
| باكستان تحت 22 | 2   | 0 | 2 | 0 | 2  | 2    | 0   | 2    |

## مرحلة خروج المغلوب

### نصف النهائي
| كردستان العراق | 1–2 | تونس تحت 20 |
| -------------- | --- | ----------- |
|                |     |             |

| فلسطين | 2–1   | إندونيسيا |
| ------ | ----- | --------- |
|        | تقرير |           |

### النهائي
| تونس تحت 20 | 0–0 (ب.و.إ.) | فلسطين |
| ----------- | ------------ | ------ |
|             | تقرير        |        |

## مسجلي الأهداف
3 أهداف
- خلدون الحلمان
- كارزان عبد الله

هدفين
- علاء بن سعيد
- فهد العتال

هدف
- هندرا باياو
- تيتوس بوناي
- عرفان باشديم
- منذر أبو عمارة
- مصعب اللحام
- فيصل إقبال
- محمد عادل
- حسام أبو صالح
- بارزان شيراز
- دومينيك دا سيلفا

هدف ذاتي
- يعقوب فال (لمصلحة إندونيسيا)

## الترتيب النهائي
1. فلسطين
2. تونس تحت 20
3. كردستان العراق
4. إندونيسيا
5. الأردن تحت 22
6. باكستان تحت 22
7. فيتنام تحت 19
8. سريلانكا
9. موريتانيا